# Dąbie (Szczecin)
Dąbie (en allemand, Altdamm, également Alt-Damm, anciennement Damm, anciennement Dam) est un quartier de la ville de Szczecin dans la voïvodie polonaise de Poméranie-Occidentale. Altdamm était une petite ville indépendante avec son propre port jusqu'en 1939 et 1945-1948, puis est constituée en ville portuaire de Stettin.

## Localisation géographique

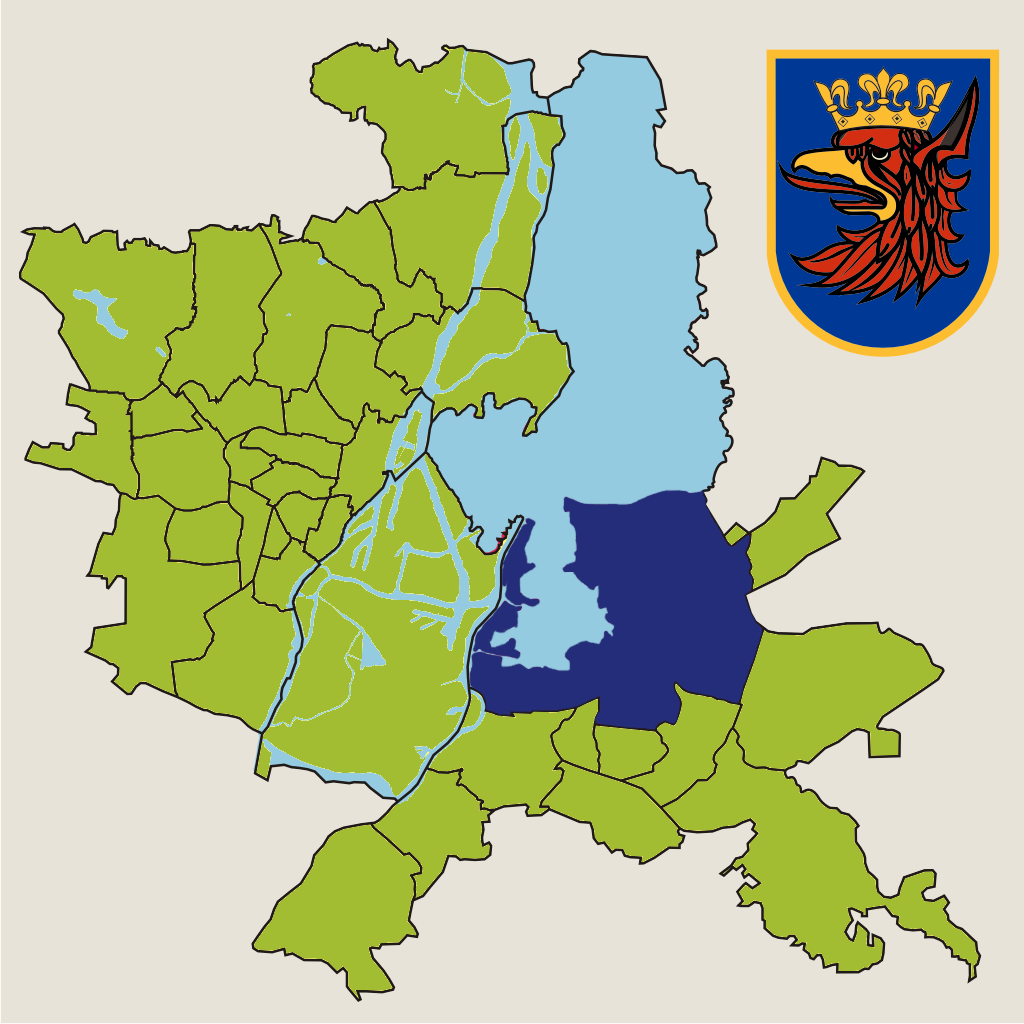
Quartier de Dąbie (Altdamm) à Szczecin

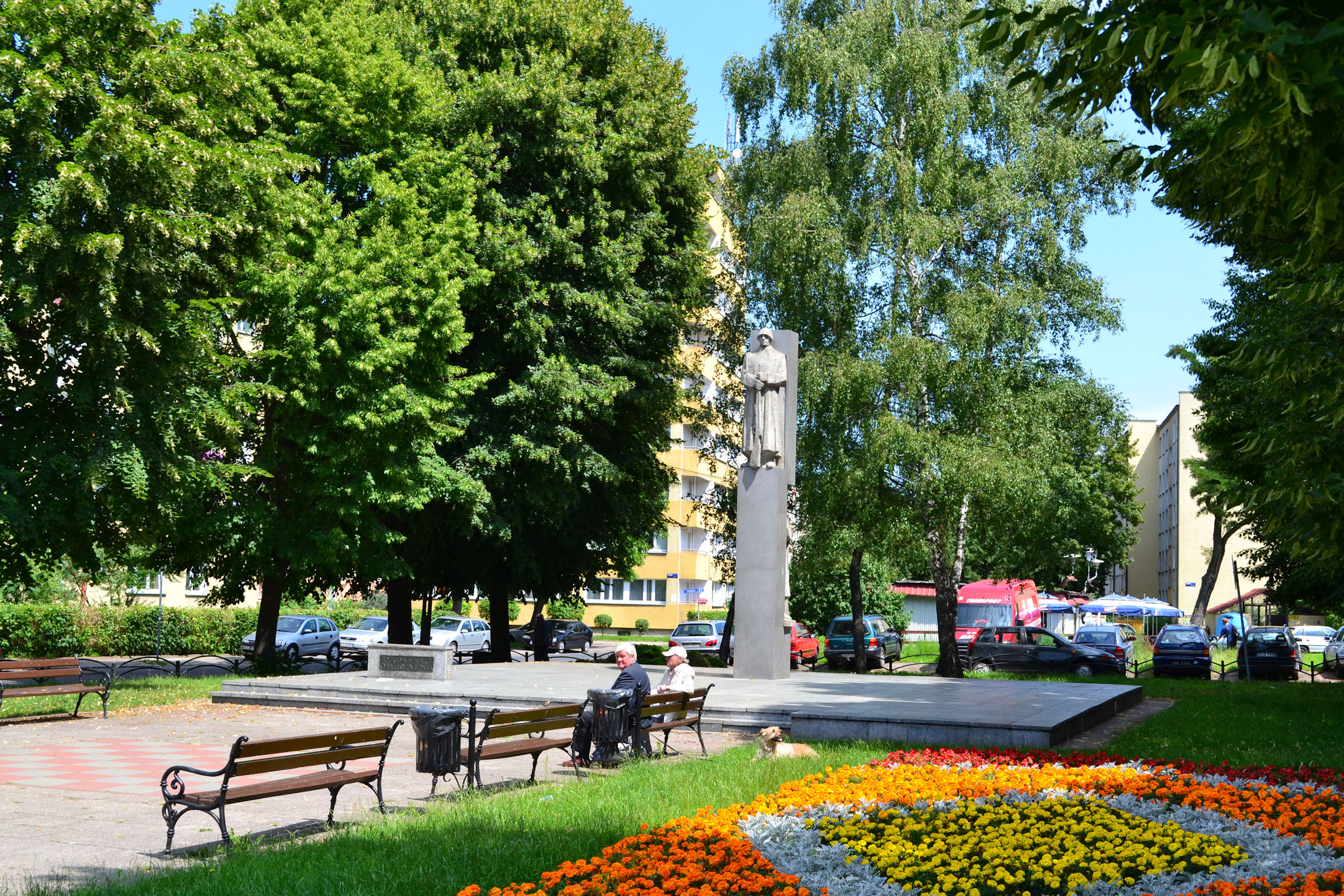
Espace vert en centre ville

Le quartier est situé à l'extrémité orientale de la Poméranie-Occidentale, à environ huit kilomètres à l'est de la vieille ville de Szczecin, à l'embouchure de la Płonia (pl) dans le lac de Dąbie, d'où le quartier tire son nom. L'extrémité nord de la basse vallée de l'Oder, large de plusieurs kilomètres et composée de nombreux bras fluviaux et îles, s'étend entre les deux centres-villes et est ici en partie occupée par le port maritime de Szczecin, le deuxième plus grand de Pologne. Dąbie est le plus grand centre urbain à l'est de l'Oder dans la région de Szczecin et donc le sous-centre le plus important de la ville.
Le district actuel de Dąbie à Szczecin comprend également une vaste zone jusqu'au cours principal de l'Oder, qui appartenait déjà à Szczecin avant l'incorporation d'Altdamm (Rosengarten (de), qui n'est incorporé à Altdamm qu'en 1937, forme désormais un quartier indépendant).

## Histoire
Les noms de lieux transmis dans les documents sont Dam (1173), Damba, Dambe, Dhamb, Damme, Dambne, Damme (1618, sur la carte de Lubinus (de)), Dambne, Damne, Dahm, Dambis, Damnis, Dampnis ; On dit que le nom du lieu est basé sur la racine slave du mot dam, signifiant chêne. Plus récemment, depuis la domination du Brandebourg en Poméranie, le nom de lieu Alt-Damm est également utilisé pour le distinguer de la ville de Neu-Damm dans l'arrondissement de Königsberg-en-Nouvelle-Marche (de) dans le Nouvelle-Marche

### Bataille présumée de Vadam (1121)
Les historiens de Poméranie depuis Thomas Kantzow (1505-1542) rapportent une prétendue bataille de Vadam, au cours de laquelle les troupes du duc polonais Boleslas III combattent dans la région de Stettin en 1121 et auraient vaincu les Pomoraniens (de). L'historien Friedrich Wilhelm Barthold (1799-1859) explique que la source médiévale sur laquelle il s'appuie couvre en réalité tout le déroulement de la guerre entre Polonais et Pomoraniens, qui commence à Nakel et qu'il n'y a pas de bataille à Vadam, c'est une erreur dans le déchiffrement d'une source médiévale : uadam au lieu de naclam. Les récits modernes de l'histoire de la Poméranie ne reconnaissent donc pas une telle bataille à Vadam,. Les textes d'histoire locale en allemand et en polonais parlent encore d'un château de Vadam, qui aurait été détruit par les Polonais en 1121, sur le site du futur Altdamm.

### Période ducale de Poméranie

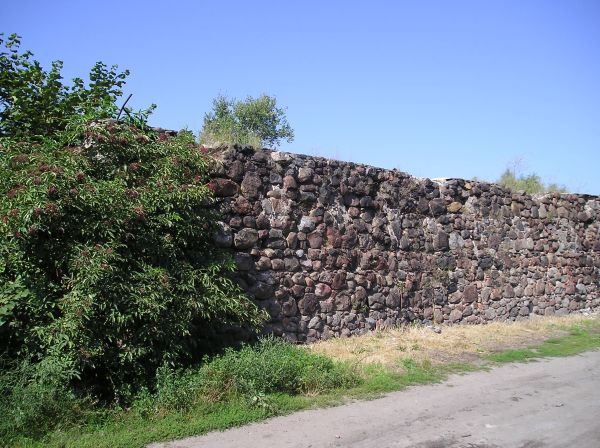
Partie restante de l'enceinte de la ville du XIIIe siècle, démoli après 1880 (photographié en 2005)

Le village de Dam est l'une des propriétés dont le châtelain de Stettin, Wartislaw Swantiboricz (de), dote l'abbaye de Kołbacz (de), qu'il fonde en 1173. Ceci est enregistré dans un document du duc Bogislaw Ier de 1173/1176, par lequel il confirme la propriété de l'abbaye. Après 1183, l'embouchure de la Płonia (pl) est déplacée à Damm, ce pour quoi le duc Bogislaw Ier verse une subvention à l'abbaye. À cette époque, la Płonia est utilisé pour le commerce avec le Weizacker, une région au sud-est. De plus, la rivière canalisée permet d'exploiter des moulins.
Au XIIIe siècle, le lieu passe sous l'influence directe des ducs de Poméranie. En 1243, le duc Barnim Ier parle de sa civitas Damme dans un document. La situation controversée est réglée par un document de 1249, par lequel le duc Barnim Ier déclare qu'il a pris Damm de l'abbaye de Kolbatz comme fief à vie afin d'y construire une ville
Après 1249, le duc Barnim Ier accorde à la ville le droit de marché et, en 1260, elle reçoit une charte municipale selon la loi de Magdebourg avec la ville de Stettin sous le nom d'Oberhof. Ce qui est inhabituel dans l'histoire juridique de la Poméranie est la brève modification du droit de la ville de Lübeck de 1293 à 1297.

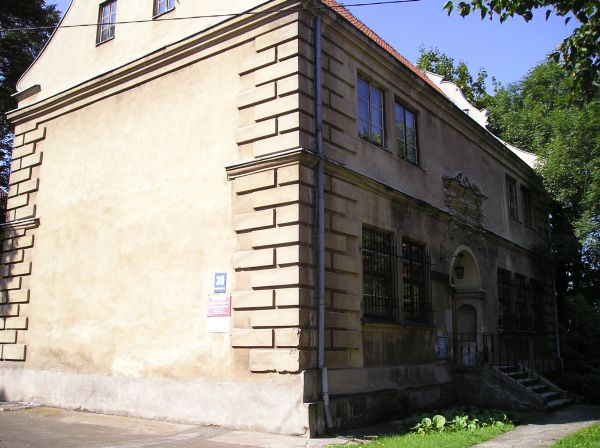
Pavillon de chasse ducal (photo de 2004)

Au début du XIVe siècle, la ville de Szczecin construit un chemin reliant Szczecin à Damm, sur une digue et des ponts. En 1299, la ville de Szczecin a reçu l'autorisation de le faire de la part du duc Otto Ier, en 1302, l'installation est mentionnée comme étant en cours de construction, en 1314, des droits de douane sont déjà perçus par Szczecin
Bien que le duc Barnim Ier n'ait officiellement reçu Damm de l'abbaye de Kolbatz qu'à vie, ses successeurs restent également en possession de la ville, tout en confirmant les droits de l'abbaye. Le duc Otto Ier fait de la ville sa résidence préférée, mais il reconnaît lui aussi en 1297 qu'il ne tient la ville en fief de l'abbaye de Kolbatz que pour la vie.
Au XIVe siècle, la ville est membre de la Ligue hanséatique et participe à ce titre à la lutte contre le frère des victuailles en 1394.

### En Poméranie suédoise
Durant la guerre de Trente Ans, la Suède prend la ville en 1630. La ville appartient à la partie de la Poméranie qui forme la Poméranie suédoise après l'extinction de la maison ducale de Poméranie des Griffons et après la guerre de Trente Ans. Lors de la guerre suédo-brandebourgeoise en 1676, la ville est initialement prise par le Brandebourg sans combat après que la petite garnison suédoise se soit retirée à Stettin. Cependant, il appartient à l'étroite bande de terre de Poméranie-Occidentale qui reste partie de la Poméranie suédoise après la paix de Saint-Germain (1679). Pendant la Grande guerre du Nord, la Prusse prend la Poméranie suédoise jusqu'à la Peene en 1715 et la ville de Damm dès 1713 dans le cadre du siège de Stettin.

### Ville de province prussienne
Damm, comme le reste de la Poméranie suédoise jusqu'à la Peene, vient en Prusse lors de la paix de Stockholm en 1720. En tant que ville provinciale prussienne, Altendamm appartient désormais à l'arrondissement poméranien de Randow (de). L'hôtel de ville est rénové en 1727. La culture de la pomme de terre est introduite en 1746/1747. En 1747, le village d'Arnimswalde est créé à l'Est de la ville sur un terrain urbain, initialement sous le nom d'Henningshorst.
Depuis 1819, le nom de lieu Alt-Damm ou Altdamm est utilisé à la place du précédent Damm. De vastes travaux de construction ont lieu dans le premier tiers du XIXe siècle - le nouveau bâtiment de l'école de la ville est construit en 1829. Il existe des traces d'une école dans la ville au XVIe siècle. En 1846, Altdamm reçoit une liaison ferroviaire lorsque la Compagnie des chemins de fer Berlin-Stettin (de) prolonge la voie ferrée Berlin-Stettin via Altdamm jusqu'à Stargard. En 1882, la ligne ferroviaire vers Greifenberg (de) est construite par la société de chemin de fer Altdamm-Colberg (de) et est ensuite étendue jusqu'à Colberg. Des entreprises industrielles s'installent à Altdamm et la population passe de 2 014 en 1812 à 6 863 en 1900 puis à 16 197 en 1939. À partir de 1924, l'aérodrome de Szczecin (de) est construit dans la zone urbaine d'Altdamm et ouvert en 1927. Le 1er octobre 1937, la commune voisine de Rosengarten (de) est incorporée à Altdamm.
La ville abrite majoritairement des croyants protestants appartenant à la paroisse Sainte-Marie. Il y a une chapelle pour les catholiques

### Incorporation à Stettin (1939)
En 1939, Altdamm appartient à l'arrondissement de Randow (de) dans le district de Stettin de la province prussienne de Poméranie de l'Empire allemand. Le 15 octobre 1939, Altdamm, avec de nombreuses autres communes de la région, est incorporée au district urbain de la capitale provinciale de Poméranie, Stettin. À cette époque, la ville compte une école primaire, un collège, une école professionnelle et un centre de formation appelé école de pilotage commercial. Située aux alentours de la grande ville de Stettin, l’industrialisation n’est pas encore achevée. Dans la zone urbaine d'Altdamm, il y a une usine de pâte à papier, une grande blanchisserie, des moulins, des usines de transformation des aliments, une filature et une fabrique de glaces. La garnison et un parc aéronautique sont également importants pour le développement de la ville. Une prison est rattachée au tribunal de district. Les infrastructures de la ville comprennent la gare, la centrale électrique, une caserne de pompiers, un hôpital, une maison de retraite, un établissement balnéaire et un abattoir municipal
Vers la fin de la Seconde Guerre mondiale, Altdamm est gravement endommagée par les raids aériens du 5 mars 1945. À l'approche du Front de l'Est, la ville est évacuée par la population le 7 mars 1945. La région d'Altdamm constitue une tête de pont à l'Est de l'Oder défendue par les troupes allemandes pendant quelques jours jusqu'à ce que l'Armée rouge la prenne le 20 mars 1945.

### Histoire d'après-guerre
Après la fin des hostilités, Altdamm, avec Stettin, une partie de la Poméranie-Occidentale et toute la Poméranie-Ultérieure - à l'exclusion des zones militaires réglementées - sont remis à la République populaire de Pologne pour être administrés par la puissance occupante soviétique. Le toponyme polonais « Dąbie » est désormais introduit pour le quartier d'Altdamm. Ensuite commence l’immigration de la population polonaise. Dans la période qui suit, la population locale est expulsée d'Altdamm par l'administration polonaise. Depuis 1948, elle est de nouveau intégrée à Szczecin.

### Démographie
| Année | Habitants | Notes |
| ----- | --------- | --- |
| 1727  |           | 111 maisons privées, dont 25 intra-muros et 17 en banlieue                                                |
| 1740  | 1051      | [ 19 ] |
| 1777  | 1633      | dans 246 maisons d'habitation, dont 227 avec un toit de tuiles et 19 avec un toit de chaume               |
| 1782  | 1633      | [ 19 ] |
| 1789  | 1774      | dans 250 maisons d'habitation, dont 231 maisons au toit de tuiles et 19 intra-muros recouverts de chaume, |
| 1791  | 1771      | dans 250 maisons d'habitation, dont 231 avec un toit de tuiles et 19 avec un toit de chaume               |
| 1794  | 1823      | dans 251 habitations, aucun juif                                                                          |
| 1802  | 1914      | [ 22 ] |
| 1810  | 2177      | [ 22 ] |
| 1812  | 2014      | 50 catholiques, aucun juif                                                                                |
| 1816  | 1988      | dont 1931 protestants, 57 catholiques, aucun juif,                                                        |
| 1818  | 1977      | [ 23 ] |
| 1821  | 2298      | dans 218 maisons privées                                                                                  |
| 1831  | 2419      | dont 35 catholiques, 52 juifs                                                                             |
| 1843  | 3032      | dont 31 catholiques, 73 juifs                                                                             |
| 1852  | 3348      | dont 17 catholiques, 80 juifs                                                                             |
| 1858  | 3693      | dont 35 catholiques, trois catholiques allemands, 81 juifs                                                |
| 1861  | 3794      | dont 26 catholiques, cinq catholiques allemands, 75 juifs                                                 |
| 1867  | 3919      | le 3 décembre                                                                                             |
| 1871  | 4298      | le 1er décembre, dont 4116 protestants, 114 catholiques, 68 juifs                                         |
| 1875  | 4750      | [ 26 ] |
| 1880  | 4987      | [ 26 ] |
| 1890  | 5241      | davon 93 Katholiken, 41 Juden                                                                             |
| 1900  | 6863      | avec la garnison (2e bataillon du train (de)), pour la plupart des protestants                            |
| 1910  | 7283      | [ 27 ] |
| 1925  | 8678      | [ 26 ] |
| 1933  | 10.309    | dont 9853 protestants, 282 catholiques, 21 juifs                                                          |
| 1939  | 15.580    | dont 14 247 protestants, 573 catholiques, 123 autres chrétiens, 22 juifs                                  |

## Description de la ville

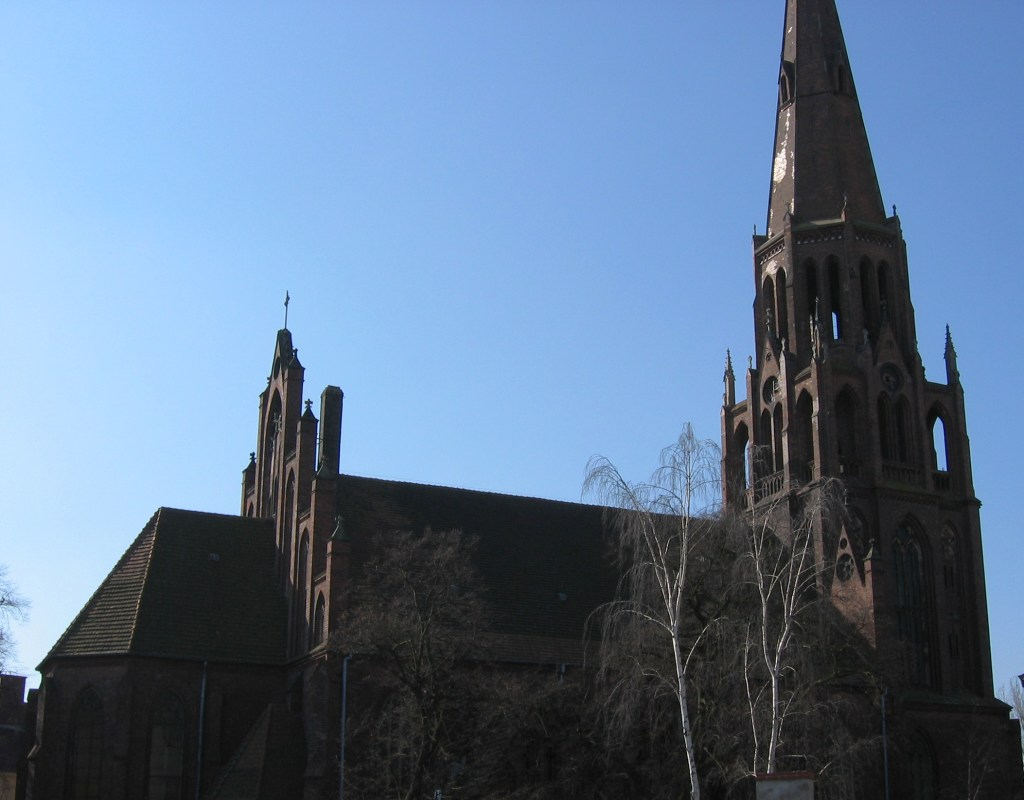
Église Sainte-Marie (tour et rénovation 1863/1866), protestante jusqu'en 1945

La petite vieille ville, comme la plupart des villes de Poméranie, possède un réseau routier rectangulaire. La rue principale, anciennement Lange Straße, s'appelle désormais Emilii Gierczak. Immédiatement au sud-est, à l'extérieur des murs de la ville du XIIIe siècle, il y a une place de style wilhelminien avec un grand espace vert (polonais : Słowiański, anciennement Wilhelmsplatz). La rue traverse la petite rivière Płonia (pl) 200 mètres plus loin et atteint la gare 100 mètres plus loin.
La gare est l'une des plus grandes de Szczecin, ici l'itinéraire venant de la gare principale se sépare en une branche Est (Stargard Szczecin–Poznań) et une branche nord-est (Goleniów–Gdansk (de)). À l'Est de la gare voyageurs se trouve une grande gare de marchandises.
Comme pour le transport ferroviaire, Dąbie rassemble les voies routières qui convergent de l'Est vers Szczecin. L'autoroute A6 (Route européenne 28, Berlin–Szczecin–Gdańsk) longe la limite sud de la ville. Elle est ici traversée par la route nationale qui mène du centre de Szczecin au sud-est. Celle-ci se sépare à l'Est de la ville en Route nationale 10 (Stargard – Posen) et la Route nationale 3 (de) (Gorzow Wielkopolski). Les ponts sur l'Oder entre le centre-ville de Szczecin et Altdamm sont les derniers passages permanents de l'Oder avant qu'il ne se jette dans la mer Baltique.
Au sud de la voie ferrée se trouve une grande zone industrielle, à laquelle sont adjacentes plusieurs grandes zones résidentielles (pour la plupart des bâtiments préfabriqués). À l'ouest de la ville se trouve un aérodrome sportif (de) et au bord du lac de nombreux petits ports de sport et un établissement balnéaire. Au nord, au-delà des douves de la ville (Chełszcząca), le long du lac s'étend un paysage de plaine inondable sillonné de nombreuses petites douves. À l'intérieur des terres, Altdamm est entourée de forêt dans toutes les directions et au sud, elle est entourée de collines pouvant atteindre 150 m de hauteur.

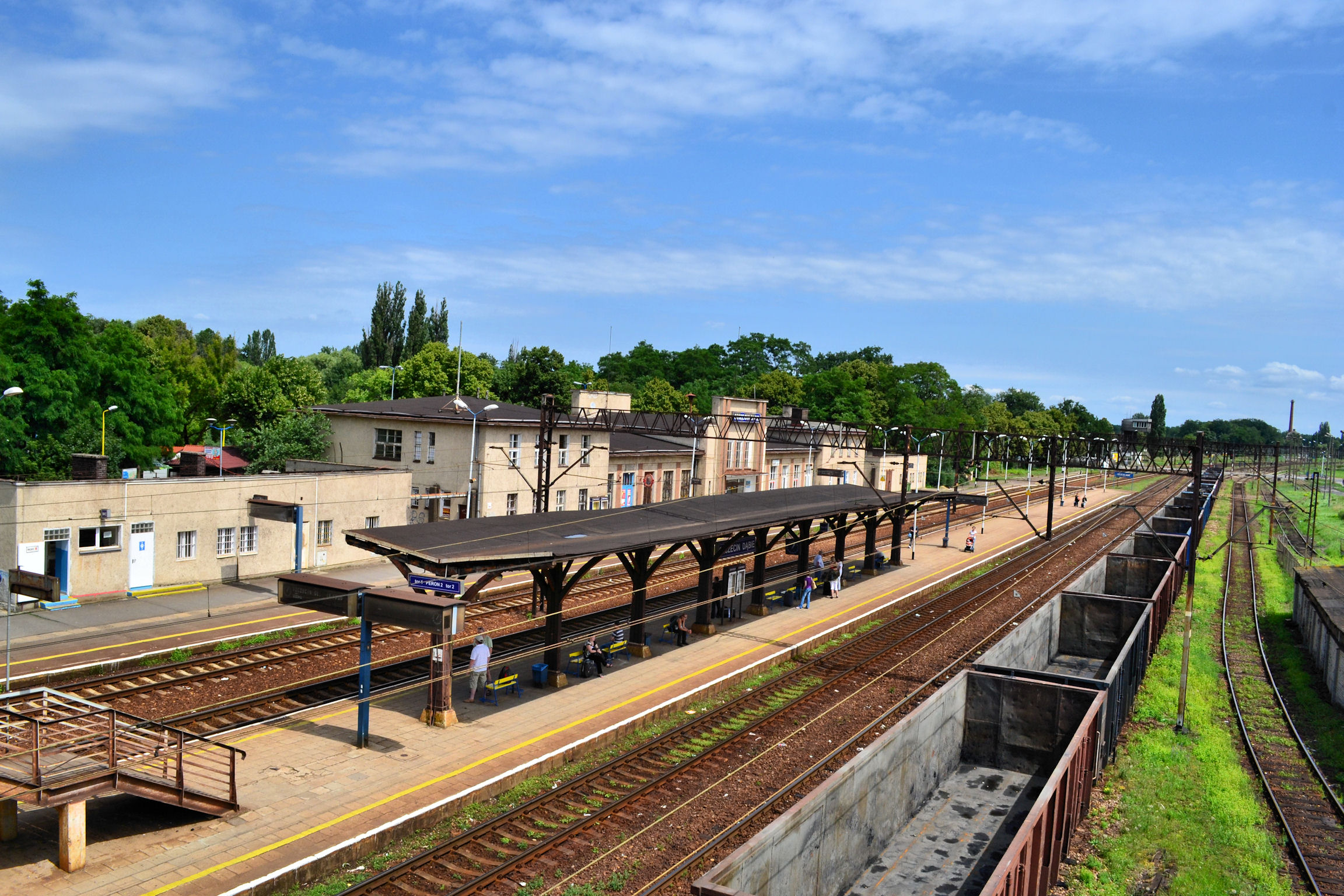
Gare

Après la Seconde Guerre mondiale, non seulement de nouveaux lotissements sont construits à Dąbie, mais deux colonies existantes sont également abandonnées : la zone autour de l'ancienne Notitzplatz, à la limite nord de la ville, est désormais occupée par des jardins familiaux et l'ancienne colonie de Stutthof à l'est de la gare de Dąbie-Osiedle, ouverte après 1945 (traduit colonie d'Altdamm), se trouve aujourd'hui un parc. Ce sont pour ainsi dire des déserts modernes à la périphérie d’une grande ville

## Personnalités nées dans la ville
- Christian Friedrich Voigt (de) (vers 1725-1780), facteur d'orgues et organiste
- Friedrich Gilly (1772-1800), constructeur, professeur à l'académie du bâtiment de Berlin
- Carl Teike (de) (1864-1922), musicien et compositeur militaire
- Richard Jahnke (de) (1868-1933), philologue, directeur d'école et directeur ministériel
- Paul Schreckhaase (de) (1874-1912), peintre de marine et paysagiste
- Günther Meinhold (de) (1889-1979), général de division, dernier commandant de la forteresse de Gênes en 1944/1945
- Wilhelm Schröder (de) (1890-1972), postier, secrétaire d'État au ministère des Postes et Télécommunications de la RDA
- Johannes Möller (de) (1896-après 1945), capitaine dans la marine
- Bruno Doer (de) (1905-1968), historien de l'Antiquité